# Tigertailz
Tigertailz är ett brittiskt glam metalband från Cardiff, Wales. Gruppen är känd för sitt framgångsrika album Bezerk från 1990 som låg på Storbritanniens top 40.
Bandet debuterade med albumet Young And Crazy 1987, och då var sångaren Steevi Jaimz med i bandet. Men Steve blev senare utbytt mot Kim Hooker, som då blev deras nuvarande sångare.
18 september 2007 dog basisten Pepsi Tate i cancer. Han blev bara 42 år.

## Medlemmar
Nuvarande medlemmar
- Jay Pepper – sologitarr, bakgrundssång (1983–1994, 2005– )
- Rob Wylde – rytmgitarr (2012–2013), basgitarr (2013–2015), sång (2015– )
- Matthew Blakout – trummor, slagverk (2005–2011, 2013– )
- Berty Burton – basgitarr (2015– )

Tidigare medlemmar
- Pepsi Tate – basgitarr (1983–1996, 2005–2007; död 2007)
- Ian Welsh – trummor (1983–1984)
- Phil Harling – gitarr (1983–1984)
- Jim Dovey – sång (1983–1984)
- Kim Hooker – sång, gitarr (1988–1996, 2005—2012)
- Robin Guy – trummor, slagverk (2010–2011)
- Steevi Jaimz – sång (1984–1988)
- Glenn Quinn – basgitarr (2007–2010)
- Sarah Firebrand – basgitarr (2010–2011)
- Andy Skinner – trummor (1991–1996)
- Cy Danahar – gitarr (1995–1996)
- Jason Sims – basgitarr, bakgrundssång (2012–2013)
- Ace Finchum – trummor, slagverk, sång (1984–1991, 2011–2013)
- Jules Millis – sång (2012–2015)

## Diskografi
Studioalbum
- Young and Crazy (1987)
- Bezerk (1990) (UK #36)
- Banzai! (1991)
- Wazbones! (1995)
- Bezerk 2.0 (2006)
- Thrill Pistol (2007)
- Lost Reelz (2015)
- Blast (2016)

Livealbum
- You Lookin' at Me? The Best of Tigertailz Live! (1996)
- Bezerk Live-Burnin' Fuel (2010)

EP
- Livin' Without You (1988)
- Belly of the Beast (1995)
- King of the World (2004)
- Knives (2013)
- Shoot To Kill (2016)

Singlar
- "Shoot to Kill" (1987)
- "Love Bomb Baby" (1989)
- "Heaven" / "Peace Sells" (1990)
- "Noise Level Critical" (1990)
- "Fall in Love Again 2012" (2012)

Bootleg
- Original Sin (2003)

Video
- Bezerk - Live 1990 (1990)
- Video Frenzy (1992)